# Chlorure de molybdène(II)
Pour les articles homonymes, voir Chlorure de molybdène.
Le chlorure de molybdène(II) est un composé chimique de formule empirique MoCl2. Il se présente comme une poudre jaune hygroscopique, diamagnétique, stable au contact de l'air et insoluble dans l'eau, l'acide acétique, le toluène et le naphta lourd. Il est soluble dans l'éthanol, l'éther diéthylique, l'acétone, la pyridine, les bases fortes diluées et l'acide chlorhydrique concentré. Il présente une structure cristalline orthorhombique du groupe d'espace Bbem (anciennement Bbam, no 64, position 5) avec les paramètres a = 1 124,9 pm, b = 1 128,0 pm et c = 1 406,7 pm.

## Structure
Parmi les diverses formes connues de chlorure de molybdène(II), certaines sont remarquables pour leurs structures très particulières ainsi que pour leurs centaines de dérivés.
La forme Mo6Cl12 contient un cluster MoCl6 octaédrique. Les réactions et les propriétés physiques des complexes d'halogénure de molybdène avec un noyau (Mo6X8)4+, où X = Cl, Br, ont été largement explorées en raison du phénomène de luminescence de longue durée observée dans certains composés analogues et leur similitude structurelle avec les phases de Chevrel (en) supraconductrices. Cette structure forme des chaînes de clusters Mo6Cl84+ liés par des ligands chlorure,. Une autre forme est l'octachlorodimolybdate de potassium K4Cl8Mo2, qui présente des quadruples liaisons Mo–Mo.

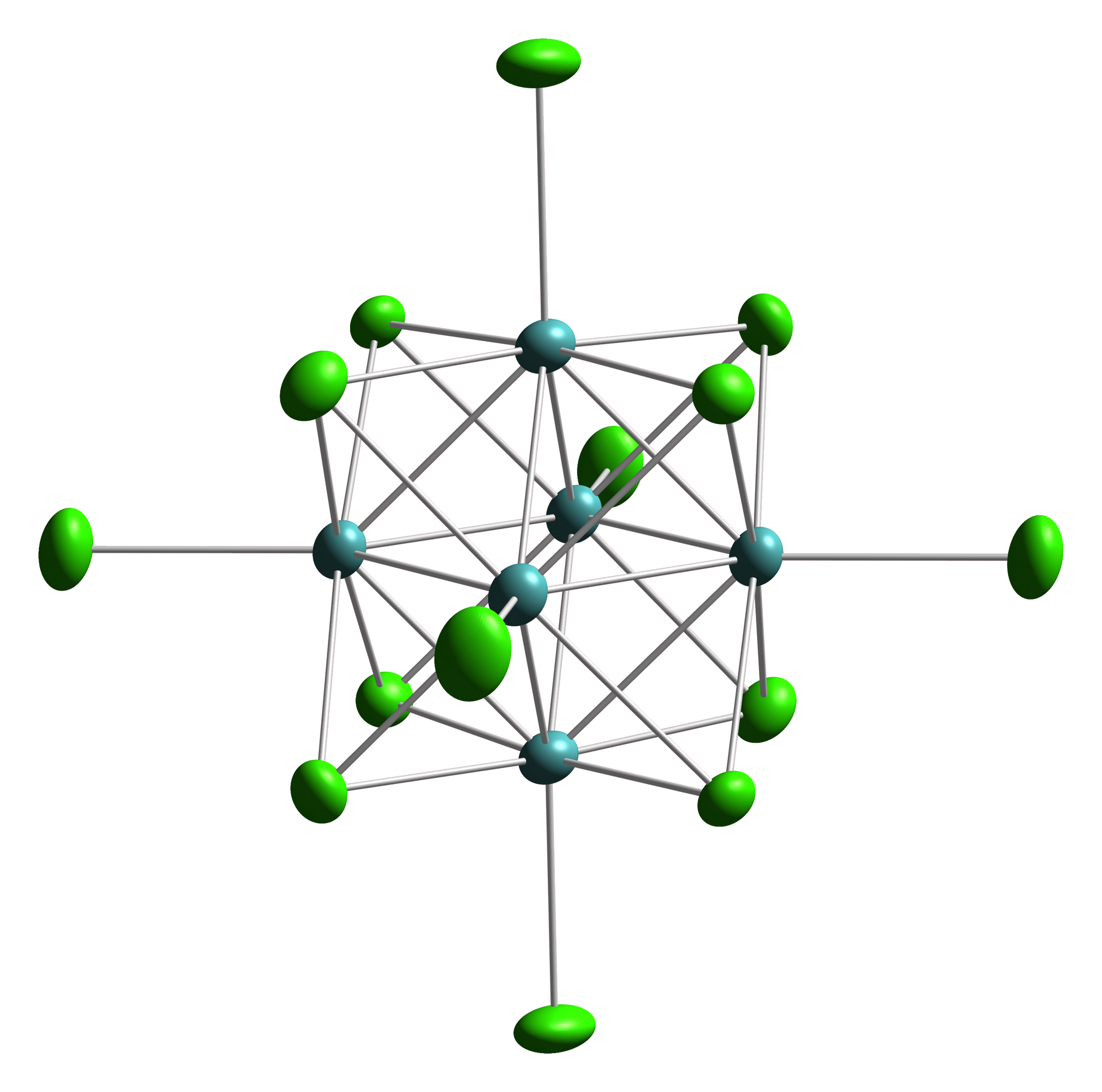
Structure de l'anion Mo6Cl142−.

## Synthèse et réactions
Le chlorure de molybdène(II) peut être obtenu de plusieurs manières, notamment :
- par pyrolyse du chlorure de molybdène(III) MoCl3[3] :

12 MoCl3 ⟶ Mo6Cl12 + 6 MoCl4 ;
- par réaction du molybdène avec le phosgène COCl2[3] :

6 Mo + 6 COCl2 ⟶ Mo6Cl12 + 6 CO ;
- par réaction du tétrachlorure de molybdène MoCl4 avec le molybdène :

3 MoCl4 + 3 Mo ⟶ Mo6Cl12 ;
- par réaction du chlorure de molybdène(V) MoCl5 avec le molybdène :

12 MoCl5 + 18 Mo ⟶ 5 Mo6Cl12.
Cette réaction se déroule par l'intermédiaire de MoCl3 et de MoCl4, qui sont également réduits par un excès de molybdène élémentaire ; elle se déroule au four de 600 à 650 °C.
Une fois isolé, le chlorure de molybdène(II) connaît diverses réactions qui préservent le noyau Mo612+. Par chauffage dans l'acide chlorhydrique concentré, il donne (H3O)2Mo6Cl14. Les ligands chlorure terminaux peuvent facilement être substitués :
(H3O)2Mo6Cl14 + 6 HI ⟶ (H3O)2Mo6Cl8I6 + 6 HCl.
Des conditions plus énergiques conduisent à la substitution des 14 ligands, pour donner des sels de [Mo6Br14]2− et [Mo6I14]2−.